# Sedgewickville (Misuri)
Sedgewickville es una villa ubicada en el condado de Bollinger en el estado estadounidense de Misuri. En el Censo de 2010 tenía una población de 173 habitantes y una densidad poblacional de 104,37 personas por km².

## Geografía
Sedgewickville se encuentra ubicada en las coordenadas 37°30′53″N 89°54′22″O / 37.51472, -89.90611. Según la Oficina del Censo de los Estados Unidos, Sedgewickville tiene una superficie total de 1.66 km², de la cual 1.66 km² corresponden a tierra firme y (0%) 0 km² es agua.

## Demografía
Según el censo de 2010, había 173 personas residiendo en Sedgewickville. La densidad de población era de 104,37 hab./km². De los 173 habitantes, Sedgewickville estaba compuesto por el 100% blancos, el 0% eran afroamericanos, el 0% eran amerindios, el 0% eran asiáticos, el 0% eran isleños del Pacífico, el 0% eran de otras razas y el 0% pertenecían a dos o más razas. Del total de la población el 1.73% eran hispanos o latinos de cualquier raza.